# Піонерська (антарктична станція)
Піонерська (рос. Пионерская) — радянська антарктична станція. Перша внутрішньоконтинентальна станція в Антарктиді.
Відкриття 27 травня 1956 року. До 15 січня 1959 року на станції проводилися спостереження з аерології, метеорології, геомагнетизму і гляціології.
Знаходилась на відстані 375 км від Мирного, на висоті 2741 метрів над рівнем моря. Ідентифікаційний номер станції у реєстрі Всесвітньої метеорологічної організації був 89593.